# Парламентские выборы в Великобритании (1931)
Парламентские выборы в Великобритании 1931 года состоялись во вторник 27 октября и стали тридцать пятыми парламентскими выборами в истории Великобритании и вторыми после Пятой парламентской реформы 1928 года, которая ввела в Великобритании всеобщее избирательное право. Всего по мажоритарной избирательной системе относительного большинства с одним победителем было избрано 616 депутатов Палаты общин. Ключевым вопросом предвыборной кампании стали последствия мирового экономического кризиса — повышение безработицы и падение уровня жизни. Лейбористское правительство не смогло бороться с последствиями кризиса, в то время как консерваторы предлагали ввести протекционистские тарифы, не характерные для традиционно открытой британской внешней торговли. Выборы проходили в условиях раскола в Либеральной и Лейбористской партиях, в частности, из Лейбористской партии за альянс с консерваторами был исключён премьер-министр Рамсей Макдональд), что закончились победой консервативных кандидатов в большинстве избирательных округов Великобритании.
В результате, убедительную победу одержала трёхпартийная коалиция, известная как Национальное правительство, которая была сформирована двумя месяцами ранее после распада второго лейбористского кабинета. Журналист и политик Айвор Балмер-Томас описал результат как «самый поразительный в истории британской партийной системы». В совокупности партии, сформировавшие Национальное правительство, получили 67 % голосов избирателей и 554 (90,1 %) из 615 мест в Палате общин. Хотя основным участником коалиции была Консервативная партия, которая, завоевав 470 мест, могла сформировать правительство большинства самостоятельно, консерваторы предпочли сохранить коалиционное правительство с Макдональдом во главе. Лейбористская партия потерпела своё самое крупное в истории поражение — потеряла 4/5 своих мест, включая место лидера Артура Хендерсона — и стала официальной оппозицией, имея всего 52 депутата. Очередной распад либералов на конкурирующие фракции окончательно положил конец Либеральной партии как значимой силы в британской политике; отколовшиеся национал-либералы в конечном итоге были поглощены консерваторами в 1947 году, в то время как Либеральная партия оставшиеся полвека своей истории провела в роли политического маргинала.
Это последние выборы, на которых какая-либо одна партия (консерваторы) получила абсолютное большинство голосов, и последние в Великобритании парламентские выборы, которые состоялись не в четверг. Это также были последние до 1997 года выборы, на которых какая-либо одна партия получила более 400 мест.

## Политическая ситуация
После поражения на выборах 1929 года консервативный премьер-министр Болдуин ушёл в отставку и Макдональд снова сформировал лейбористское правительство меньшинства с периодической поддержкой либералов. Второе правительство Макдональда занимало более сильную парламентскую позицию, чем первое, и смогло провести ряд прогрессивных реформ. Был увеличен размер пособия по безработице, приняты закон о повышении заработной платы и улучшении условий в угольной промышленности, Закон о жилье 1930 года, который был сосредоточен на ликвидации трущоб. Однако попытка принять закон о повышении возраста окончания школы до 15 лет была отклонена депутатами-лейбористами из числа католиков, которые опасались усиления контроля местных властей над религиозными школами.
Правительство Макдональда не смогло дать эффективного ответа на экономический кризис, последовавший за крахом фондового рынка осенью 1929 года. В результате, к концу 1930 года безработица удвоилась и превысила 2,5 миллиона человек. Борясь с кризисом и его последствиями, правительство пытались достичь противоречивых целей: добиться сбалансированного бюджета для поддержания фунта стерлингов на золотом стандарте и сохранить помощь бедным и безработным, в то время как налоговые поступления падали. В 1931 году экономическая ситуация ухудшилась и под давлением либеральных союзников, а также консервативной оппозиции, канцлер казначейства Сноуден решил значительно сократить государственные расходы, в том числе, заработную плату в государственном секторе и, особенно, выплаты безработным, чтобы избежать дефицита бюджета.
Хотя большинство кабинета, пусть и незначительное, поддержало резкое сокращение государственных расходов, ряд старших министров, таких как Артур Хендерсон, ясно дали понять, что скорее уйдут в отставку, чем согласятся на сокращения. Столкнувшись с расколом кабинета Макдональд 24 августа 1931 года подал в отставку, но затем, по настоянию короля Георга V, согласился сформировать национальное правительство с консерваторами и либералами. Многие в Лейбористской партии посчитали это циничным шагом, совершённым Макдональдом чтобы спасти свою карьеру и обвинили его в «предательстве». Сам Макдональд, однако, утверждал, что сделал это ради общего блага. 28 августа новым лидером лейбористов стал Хендерсон, а Макдональд, Сноуден, Томас и ряд депутатов, поддержавших их, были исключены из Лейбористской партии. В ответ 15 исключённых депутатов-лейбористов сформировали свою партию, Национальную лейбористскую организацию, которая так и не смогла заручиться большой поддержкой как среди профсоюзов, так и среди избирателей. 7 октября 1931 года был распущен парламент и назначены новые выборы.
Не имея возможности заручиться поддержкой своего кабинета для борьбы с экономическим и социальным кризисами, вызванными Великой депрессией, премьер-министр Рамсей Макдональд отделился от Лейбористской партии и сформировал новое Национальное правительство в коалиции с Консервативной партией и частью либералов. Впоследствии Макдональд в рамках коалиции начал кампанию за «мандат врача», который требовался его кабинету чтобы сделать всё необходимое для исправления экономики, баллотируясь в качестве лидера новой партии национальных лейбористов. Разногласия по поводу того, присоединяться ли к Национальному правительству, также привели к расколу Либеральной партии на три отдельные фракции, включая одну во главе с бывшим премьер-министром Дэвидом Ллойд Джорджем.

## Результаты
|                                                                    |                                   |                                   |                                   |            |        |         |       |       |
| Партия                                                             | Партия                            | Лидер                             | Кандидаты                         | Голоса     | Голоса | Голоса  | Места | Места |
| Партия                                                             | Партия                            | Лидер                             | Кандидаты                         | Голоса     | %      | ± п. п. | Места | ±     |
|                                                                    | Национальное правительство        | Рамси Макдональд                  | 694                               | 13 902 232 | 67,18  | новая   | 554   | н/д   |
|                                                                    | Консерваторы                      | Стэнли Болдуин                    | 518                               | 11 377 022 | 54,98  | ▲ 16,92 | 470   | ▲ 210 |
|                                                                    | Лейбористы                        | Артур Хендерсон                   | 490                               | 6 081 826  | 29,39  | ▼ 7,73  | 46    | ▼ 242 |
|                                                                    | Национал-либералы                 | Джон Олсбрук Саймон               | 41                                | 761 705    | 3,68   | новая   | 35    | ▲ 35  |
|                                                                    | Либералы                          | Герберт Луис Сэмюэл               | 112                               | 1 346 571  | 6,51   | ▼ 17,03 | 33    | ▲ 26  |
|                                                                    | Национал-лейбористы               | Рамси Макдональд                  | 20                                | 316 741    | 1,53   | новая   | 13    | ▲ 13  |
|                                                                    | Независимые либералы              | Дэвид Ллойд Джордж                | 6                                 | 106 106    | 0,51   | новая   | 4     | ▲ 4   |
|                                                                    | Коалиционные независимые          |                                   | 4                                 | 106 106    | 0,48   | новая   | 4     | ▲ 4   |
|                                                                    | Независимые лейбористы            | Феннер Брокуэй                    | 19                                | 239 280    | 1,16   | ▲ 1,06  | 3     | ▲ 2   |
|                                                                    | Североирландские националисты     | Джозеф Девлин                     | 3                                 | 72 530     | 0,35   | ▲ 0,24  | 2     | ▬ 2   |
|                                                                    | Неофициальные лейбористы          |                                   | 6                                 | 64 549     | 0,31   | новая   | 3     | ▲ 3   |
|                                                                    | Коммунисты                        | Гарри Поллит                      | 26                                | 69 692     | 0,34   | ▲ 0,12  | 0     | ▬ 0   |
|                                                                    | Новая партия                      | Освальд Мосли                     | 24                                | 36 377     | 0,18   | новая   | 0     | ▬ 0   |
|                                                                    | Шотландские националисты          | Роланд Мюрхед                     | 5                                 | 20 954     | 0,10   | ▲ 0,08  | 0     | ▬     |
|                                                                    | Независимые рабочие               |                                   | 3                                 | 18 200     | 0,09   | новая   | 0     | ▬ 0   |
|                                                                    | Шотландские прогибиционисты       | Эдвин Скримджер                   | 1                                 | 16 114     | 0,08   | ▼ 0,04  | 0     | ▼ 1   |
|                                                                    | Североирландские лейбористы       | Джек Битти                        | 1                                 | 9 410      | 0,05   | новая   | 0     | ▬ 0   |
|                                                                    | Ливерпульские протестанты         | Гарри Диксон Лонгботтом           | 1                                 | 7 834      | 0,04   | новая   | 0     | ▬ 0   |
|                                                                    | Сельскохозяйственная партия       | Джей Ф. Райт                      | 1                                 | 6 993      | 0,03   | новая   | 0     | ▬ 0   |
|                                                                    | Ирландские националисты           |                                   | 1                                 | 3 134      | 0,02   | н/д     | 0     | ▼ 1   |
|                                                                    | Независимые либералы              | Фрэнк Сайкс                       | 1                                 | 2 578      | 0,01   | ▼ 0,07  | 0     | ▬     |
|                                                                    | Партия Уэльса                     | Сондерс Льюис                     | 2                                 | 2 050      | 0,01   | ▲ 0,01  | 0     | ▬     |
|                                                                    | Земельная партия                  |                                   | 2                                 | 1 347      | 0,01   | новая   | 0     | ▬     |
|                                                                    | Независимые                       |                                   | 7                                 | 44 257     | 0,21   | ▼ 0,23  | 3     | ▼ 1   |
|                                                                    | Всего                             | Всего                             | 1292                              | 20 693 475 | 100    | ▬       | 615   | ▬     |
|                                                                    | Избирателей зарегистрировано/Явка | Избирателей зарегистрировано/Явка | Избирателей зарегистрировано/Явка | 29 952 361 | 76,28  | ▲ 0,25  |       |       |
| Источник: UK Election Results и Election Statistics: UK 1918—2007. |                                   |                                   |                                   |            |        |         |       |       |

Голоса (отдельно указаны голоса, поданные за партии Национального правительства и лейбористской оппозиции.
| Голоса избирателей (%)     | Голоса избирателей (%) | Голоса избирателей (%) | Голоса избирателей (%) | Голоса избирателей (%) |
| -------------------------- | ---------------------- | ---------------------- | ---------------------- | ---------------------- |
| Национальное правительство |                        |                        | 67.18 %                |                        |
| Лейбористская оппозиция    |                        |                        | 30,91 %                |                        |
| Консерваторы               |                        |                        | 54.98 %                |                        |
| Лейбористы                 |                        |                        | 29.39 %                |                        |
| Либералы                   |                        |                        | 6.51 %                 |                        |
| Национал-либералы          |                        |                        | 3.68 %                 |                        |
| Национал-лейбористы        |                        |                        | 1.53 %                 |                        |
| Другие                     |                        |                        | 3.91 %                 |                        |

Места (отдельно указаны места, полученные партиями Национального правительства и лейбористской оппозиции.
| Голоса избирателей (%)     | Голоса избирателей (%) | Голоса избирателей (%) | Голоса избирателей (%) | Голоса избирателей (%) |
| -------------------------- | ---------------------- | ---------------------- | ---------------------- | ---------------------- |
| Национальное правительство |                        |                        | 90.08 %                |                        |
| Лейбористская оппозиция    |                        |                        | 8,46 %                 |                        |
| Консерваторы               |                        |                        | 76.42 %                |                        |
| Лейбористы                 |                        |                        | 7.48 %                 |                        |
| Национал-либералы          |                        |                        | 5.69 %                 |                        |
| Либералы                   |                        |                        | 5.37 %                 |                        |
| Национал-лейбористы        |                        |                        | 2.11 %                 |                        |
| Другие                     |                        |                        | 2.93 %                 |                        |

### Результаты выборов в Шотландии

Результаты выборов в Палату общин Великобритании 1929 года в Шотландии
Юнионистская партия (Шотландия) — 50 мест
Либералы — 8 мест
Национал-либералы — 8 мест
Лейбористы — 7 мест

В Палате общин Великобритании Шотландию представляли в общей сложности 74 депутата. Из них 71 избирался в территориальных округах, включавших 32 избирательных округа бургов и 38 избирательных округов графств. В территориальных округах использовалась система относительного большинства с одним победителем. Также был многомандатный университетский избирательный округ Объединённые шотландские университеты, в котором избирали 3 членов парламента с использованием системы единого передаваемого голоса. Поскольку избиратели в университетском округе голосовали по другой системе, и в дополнение к их территориальному голосованию, результаты составляются отдельно.
Выборы завершились огромны успехом юнионистов по всей стране, партия получила почти 70 % всех шотландских мест. В общей сложности, партии, сформировавшие Национальное правительство, вместе получили 64 % голосов и 86 % мест. Напротив, Лейбористская партия, которая стала крупнейшей партией Шотландии после выборов 1929 года (где она получила 42 % голосов), хотя и стала второй по количеству голосов, по полученным мандатам оказалась лишь четвёртой, потеряв 4/5 своих мест.
После выборов, когда лейбористы, казалось, балансировали на краю избирательной пропасти в Шотландии, Независимая лейбористская партия (НЛП) всё больше отдалялась от лейбористов, в конечном итоге отделившись от партии в марте 1932 года. НЛП доминировала в лейбористском движении в Шотландии с 1918 года, доминируя в общественном активизме и по сути формируя Лейбористскую партию в Шотландии. Это в конечном итоге послужило подрыву организационного роста лейбористской партии в Шотландии.
Из малых партий на этих выборах успеха смогла добиться только Национальная лейбористская организация, входившая в правящую коалицию, в то время как Шотландская партия сухого закона, чей лидер Эдвин Скримджер 9 лет подряд избирался от Данди, на этот раз потерпела поражение. В объединённом университетском округе без голосования были избраны два юниониста и один либерал.
| Партия | Партия                                 | Лидер               | Голоса    | Голоса | Голоса  | Места | Места |
| Партия | Партия                                 | Лидер               | Голоса    | %      | +/-     | Места | +/-   |
| ------ | -------------------------------------- | ------------------- | --------- | ------ | ------- | ----- | ----- |
|        | Национальное правительство             | Рамси Макдональд    | 1 385 385 | 63,72  | новая   | 64    | ▲ 64  |
|        | Юнионистская партия                    | Стэнли Болдуин      | 1 056 768 | 48,60  | ▲ 13,29 | 48    | ▲ 28  |
|        | Лейбористская партия                   | Артур Хендерсон     | 937 300   | 32,02  | ▼ 9,77  | 7     | ▼ 29  |
|        | Национал-либеральная партия            | Джон Олбрук Саймон  | 101 430   | 4,67   | новая   | 8     | ▲ 8   |
|        | Либеральная партия                     | Герберт Луис Сэмюэл | 205 384   | 9,45   | ▼ 8,70  | 7     | ▼ 6   |
|        | Национальная лейбористская организация | Рамси Макдональд    | 21 803    | 1,00   | новая   | 1     | ▲ 1   |
|        | Коммунистическая партия Великобритании | Гарри Поллит        | 35 618    | 1,64   | ▲ 0,43  | 0     | ▬     |
|        | Национальная партия Шотландии          | Роланд Мюрхед       | 20 954    | 0,96   | ▲ 0,81  | 0     | ▬     |
|        | Шотландская партия сухого закона       | Эдвин Скримджер     | 16 114    | 0,74   | ▼ 0,38  | 0     | ▼ 1   |
|        | Новая партия                           | Освальд Мосли       | 3 895     | 0,18   | новая   | 0     | ▬     |
|        | Другие                                 |                     | 16 115    | 0,96   | ▼ 1,32  | 0     | ▼ 1   |
| Всего  | Всего                                  | Всего               | 2 242 941 | 100    |         | 71    | ▬     |

| Народное голосование (%)   | Народное голосование (%) | Народное голосование (%) | Народное голосование (%) | Народное голосование (%) |
| -------------------------- | ------------------------ | ------------------------ | ------------------------ | ------------------------ |
| Национальное правительство |                          |                          | 63,72 %                  |                          |
| Юнионисты                  |                          |                          | 48.60 %                  |                          |
| Лейбористы                 |                          |                          | 32.02 %                  |                          |
| Либералы                   |                          |                          | 9.45 %                   |                          |
| Национал-либералы          |                          |                          | 4.67 %                   |                          |
| Национал-лейбористы        |                          |                          | 1.00 %                   |                          |
| Другие                     |                          |                          | 4.26 %                   |                          |

| Места в Палате общин от Шотландии (%) | Места в Палате общин от Шотландии (%) | Места в Палате общин от Шотландии (%) | Места в Палате общин от Шотландии (%) | Места в Палате общин от Шотландии (%) |
| ------------------------------------- | ------------------------------------- | ------------------------------------- | ------------------------------------- | ------------------------------------- |
| Национальное правительство            |                                       |                                       | 90.54 %                               |                                       |
| Юнионисты                             |                                       |                                       | 67.57 %                               |                                       |
| Либералы                              |                                       |                                       | 10.81 %                               |                                       |
| Национал-либералы                     |                                       |                                       | 10.81 %                               |                                       |
| Лейбористы                            |                                       |                                       | 9,46 %                                |                                       |
| Национал-лейбористы                   |                                       |                                       | 1.35 %                                |                                       |

### Результаты выборов в Северной Ирландии
Выборы в британскую Палату общин 1931 года в Северной Ирландии прошли в десяти избирательных округах, семи одномандатных с избранием по системе системе относительного большинства с одним победителем и трёх двухмандатных по системе множественного блочного голосования. Выборы 1931 года не принесли какких-либо изменений в распределении мест от Северной Ирландии. Безальтернативно были избраны 9 депутатов, все от ольстерских юнионистов.
| Партия | Партия                      | Лидер         | Кандидаты | Голоса  | Голоса | Голоса  | Места | Места |
| Партия | Партия                      | Лидер         | Кандидаты | Голоса  | %      | +/-     | Места | +/-   |
| ------ | --------------------------- | ------------- | --------- | ------- | ------ | ------- | ----- | ----- |
|        | Ольстерские юнионисты       | Джеймс Крейг  | 13        | 104 555 | 56,03  | ▼ 13,10 | 11    | ▬     |
|        | Ирландские националисты     | Джозеф Девлин | 3         | 72 633  | 38,93  | ▲ 32,17 | 2     | ▲ 2   |
|        | Североирландские лейбористы |               | 1         | 9 410   | 5,04   | новая   | 0     | ▬     |
| Всего  | Всего                       | Всего         | 16        | 186 598 | 100    |         | 13    | ▬     |

| Народное голосование (%) | Народное голосование (%) | Народное голосование (%) | Народное голосование (%) | Народное голосование (%) |
| ------------------------ | ------------------------ | ------------------------ | ------------------------ | ------------------------ |
| Ольстерские юнионисты    |                          |                          | 56.03 %                  |                          |
| Ирландские националисты  |                          |                          | 38.93 %                  |                          |
| Североирл. лейбористы    |                          |                          | 5.04 %                   |                          |

| Места в Палате общин от Северной Ирландии (%) | Места в Палате общин от Северной Ирландии (%) | Места в Палате общин от Северной Ирландии (%) | Места в Палате общин от Северной Ирландии (%) | Места в Палате общин от Северной Ирландии (%) |
| --------------------------------------------- | --------------------------------------------- | --------------------------------------------- | --------------------------------------------- | --------------------------------------------- |
| Ольстерские юнионисты                         |                                               |                                               | 84.62 %                                       |                                               |
| Ирландские националисты                       |                                               |                                               | 15.38 %                                       |                                               |

## После выборов
Консерваторы одержали на выборах полную победу и получили рекордное большинство мест. Несмотря на это, премьер-министром остался экс-лейборист и лидер созданной незадолго до выборов Национальной лейбористской организации Рамсей Макдональд. В то же время, его правительство было коалиционным — в нём участвовали национальные лейбористы, консерваторы, либералы, национальные либералы и фракция «национального правительства».

### Комментарии
1. ↑  Приведённые здесь и ниже данные голосования за Консервативную партию включают спикера Палаты общин, шотландских и ольстерских юнионистов.
2. 1 2 3 4  Коалиция сторонников Национального правительства[англ.] Рамси Макдональда, включавшая консерваторов, либералов, национал-либералов, национал-лейбористов и ряд независимых политиков.
3. ↑  Кандидаты-лейбористы, которые баллотировались без официального одобрения партии, в первую очередь из-за разногласий по поводу изменений во внутрипартийных правилах, внесённых незадолго до выборов.
4. ↑  Явка избирателей с учётом только округов, в которых проводилось голосование (27 130 119 избирателей). Безальтернативные выборы состоялись в 67 округах, в которых проживало 2 822 242 избирателя и в которых были избраны 49 консерваторов, 7 национал-либералов, 6 лейбористов, 5 либералов и 1 независимый лейборист. См. UK Election Results.
5. 1 2  Лейбористская оппозиция включала в себя официальных и неофициальных кандидатов Лейбористской партии, а также кандидатов от Независимой лейбористской партии и Лейбористской партии Северной Ирландии[англ.], которые в то время были аффилированы с Лейбористской партией.
6. ↑  Один из бургов, Данди, в парламенте представляли два депутата.
7. 1 2  Результаты только территориальных округов.
8. ↑  Объединены результаты территориальных и университетского округов.
9. ↑  Голоса в избирательных округах, использующих систему блочного голосования, учитываются как 0,5, поскольку каждый избиратель в этом округе имел один голос на одно место.